# Без показа
«Без показа» (англ. «No Show») — сорок первый эпизод телесериала канала HBO «Клан Сопрано». Это второй эпизод в четвёртом сезоне шоу. Сценарий написали Дэвид Чейз и Теренс Уинтер, а режиссёром стал Джон Паттерсон. Премьера состоялась 22 сентября 2002 года.

## В ролях
- Джеймс Гандольфини — Тони Сопрано
- Лоррейн Бракко — д-р Дженнифер Мелфи
- Эди Фалко — Кармела Сопрано
- Майкл Империоли — Кристофер Молтисанти
- Доминик Кьянезе — Коррадо Сопрано-мл. *
- Стивен Ван Зандт — Сильвио Данте
- Тони Сирико — Поли Галтьери
- Роберт Айлер — Энтони Сопрано-мл.
- Джейми-Линн Сиглер — Медоу Сопрано
- Дреа де Маттео — Адриана Ля Сёрва
- Аида Туртурро — Дженис Сопрано
- Федерико Кастеллуччио — Фурио Джунта
- Стивен Р. Ширрипа — Бобби Баккалиери
- Джон Вентимилья — Арти Букко
- и Джо Пантолиано — Ральф Сифаретто

* = указан только

### Приглашённые звёзды
- Уилл Арнетт — агент Майк Уолдрап
- Карл Капоторто — Маленький Поли Джермани
- Макс Каселла — Бенни Фацио
- Роберт Десидерио — Джек Массароне
- Рэймонд Франца — Донни К
- Даньель Фримен — Мисти Джакуло
- Роберт Фунаро — Юджин Понтекорво
- Джозеф Р. Ганнасколи — Вито Спатафоре
- Лола Глодини — агент Дебора Циццероне
- Дэн Гримальди — Пэтси Паризи
- Линда Лавин — доктор Венди Коблер
- Джордж Лорос — Рэймонд Курто
- Ричард Мэлдоун — Альберт Барезе
- Артур Дж. Наскарелла — Карло Джерваси
- Фрэнк Пеллегрино — шеф Фрэнк Кубитосо
- Мэтт Сервитто — агент Дуайт Харрис

## Сюжет
Недостаток вождения Медоу продолжает беспокоить её родителей. Кармела пытается обсудить её неудачу записаться на занятия, но Медоу снова использует смерть Джеки Априла-мл. как оправдание. Она в конечном счёте раскрывает, что она ещё не записалась на занятия потому, что она надеется поехать в Европу со своей подругой Мисти. Тони обсуждает проблему с доктором Мелфи и она рекомендует психолога, специализирующегося на подростках. Медоу соглашается сходить к доктора Венди Коблер, который на самом деле поощряет планы Медоу. Это побуждает затяжную семейную ссору, в которой Медоу противостоит Тони с правдой о его деловой жизни, называя его "Мистером Боссом мафии". Тони отвечает, довольно эмоционально, сказав ей, что он сделал всё что мог, чтобы спасти Джеки. Она уходит из дома, сказав, что она приняла решение. Медоу в конце концов уезжает в Колумбию и записывается на некоторые курсы, в то время как её родители волнуются, сбежала ли она из страны.
Заигрывание Кармелы с Фурио Джунта продолжается и она продолжает получать удовольствие от его утренних визитов, чтобы забрать Тони. Фурио говорит ей, что он планирует купить дом.
Команды отмечают день рождения Альберта Барезе в Nuovo Vesuvio. Ральф Сифаретто делает некрасивую шутку о весе Джинни Сэк, сказав, что она "удалила 95-фунтовую бородавку из её задницы." Пока Поли Уолнатс заключён в тюрьму, Пэтси Паризи и Маленький Поли Джермани организовали посиделку от его лица, чтобы обсудить разделение рабочих мест Ральфи на месте Esplanade. Она происходит в Nuovo Vesuvio, и на ней председательствует Сильвио Данте. После непродолжительного торга, они оседают с пятью местами: три без работы и два без показа. Капо Поли получает свою первую работу без показа. Сильвио объявляет, что он хочет, чтобы Кристофер Молтисанти был действующим капо команды Поли во время его отсутствия, и даёт Крису вторую работу без показа. Это расстраивает Пэтси, который считает, что у него есть старшинство над Крисом, так как он дольше был закрепившимся человеком. Действительно, это Пэтси, а не Кристофер, вёл переговоры по поводу работ на встрече. Три рабочих мест без работы даны Поли, для распространения, и они достаются Пэтси, Бенни и Маленькому Поли.
Крис позже навещает строительную площадку, где Пэтси, Бенни Фацио, Маленький Поли, Донни К. и Вито Спатафоре наслаждаются своими рабочими местами без работы. Парни заметили волоконно-оптические кабели, лежащие вокруг; они упоминают об этом Крису, и он, кажется, заинтересован.
Когда кабели пропадают, Тони немедленно звонит Крису, чтобы объявить ему выговор. Тони говорит ему, что он не видит финансового потенциала строительных контрактов, и что он зол из-за нежелательного внимания, которое принесут кражи их причастности к работе. Кристофер идёт домой, чтобы получить кайф и жаловаться Адриане. Он также передаёт выговор членам команды, Пэтси и Маленькому Поли, но Пэтси настаивает, чтобы Крис дал им "взгляд", который он взял как идти вперёд.
Адриана продолжает свою дружбу с "Даниэль", агентом ФБР под прикрытием, организовав встречу с ней в Crazy Horse. Когда они встречаются, она обсуждает свои страхи по поводу, что она не сможет иметь детей из-за осложнений с абортом, которые у неё были до того, как она стала встречаться с Кристофером. Даниэль надавливала на Адриану, чтобы она раскрыла причастность Криса к Мафии, поэтому она немного удивлена тем, что она узнала. Однако, она с сочувствием предлагает порекомендовать хорошего акушера-гинеколога, которого знает её сестра в Нью-Йорке (у неё самой появился младенец). Крис и Маленький Поли прибывают в клуб и Крис даёт Маленькому Поли немного кокаина прямо перед Даниэль.
Отношения между Ральфи и Дженис продолжаются и они проводят время в доме Дженис. Тони неожиданно прибывает и Ральф прячется наверху. Когда Тони находит его ботинок, он предупреждает Дженис о ввязывании с Ральфом, но она не воспринимает информацию. Маленький Поли навещает своего дядю, Поли, в Янгстауне, Огайо, и передаёт ему новости от посиделки. Поли спрашивает, навещал ли кто-нибудь его маму, и Маленький Поли говорит ему, что нет, но Тони послал коробку конфет. Маленький Поли передаёт шутку Ральфа со дня рождения Альберта, которую Поли не считает смешной, весьма вероятно из-за многообещающего партнёрства с Джонни Сэком, так как он сам шутил про вес Джинни до этого.
Кристофер и Адриана проводят время в Crazy Horse вместе с Даниэль. Пока пара целуется, Кристофер кладёт руку на бедро Даниэль, что начинает ссору между ним и Адрианой, и побуждает Даниэль уйти. Крис заявляет, что Даниэль положила его руку на её бедро и Адриана выбирает поверить ему. Она перестаёт отвечать на звонки Даниэль; когда Даниэль продолжала звонить, Адриана перезванивает, сказав Даниэль больше не подходить к ней. ФБР решает привезти Адриану и раскрыть истинную личность Даниэль - специальный агент Дебора Циццероне. Агент Харрис сопровождает агента Циццероне, чтобы подобрать Адриану. Её забирают, чтобы встретиться с шефом Фрэнком Кубитосо, где агенты говорят ей, что она может выбрать между двадцатью пятью годами в тюрьме за хранение и намерение сбывать кокаин (с дополнительным возможным последствием мести Тони Сопрано за привод агента под прикрытием в его дом и дом Молтисанти, и в клуб) или начать сотрудничать с ними, ответив на некоторые вопросы. Излишне тревожна и крайне расстроена, Адриану незамедлительно сильно тошнит на стол и шефа Кубитосо.

## Название
- Название ссылается на способ, которым мафия назначает оплачиваемую работу на строительной площадке рабочим, которые не должны появляться, но им продолжают платить.

## Производство
- Роберт Фунаро (Юджин Понтекорво) больше не указан в начальных титрах, хотя он продолжает появляться в шоу.

## Связи с предыдущими эпизодами
- Сильвио, Пэтси и Маленький Поли обсуждают рабочие места без показа и без работы для команды Поли. В "Спаси нас всех от власти Сатаны", Поли говорит Тони, что Томми Анджелетти, подрядчик Ральфи в проекте Esplanade, должен ему $100 000 от ставки на баскетбол в колледже. Поскольку Ральфи вытянул у Анджелетти больше денег, он не в состоянии погасить свой долг. Поли просит, чтобы Тони дал ему рабочие места в качестве компенсации.
- Когда Кристофер и Пэтси вступают в бой на стройке, Крис предупреждает Пэтси, что он не забыл про нюханье нижнего белья Адрианы. Пэтси отвечает, что это был не он. Это ссылка на случай в эпизоде "Второе мнение", в котором Поли и Пэтси вламываются в квартиру Криса и Адрианы, требуя своей доли со счёта Криса от дизайнерской обуви. Во время обыска, Крис замечает, как Поли, а не Пэтси, нюхает нижнее бельё Адрианы.
- Во время разговора с доктором Коблер, Медоу упоминает, что она была раздражена пением Джуниором итальянской баллады на поминках Джеки-младшего, и сентиментальной реакцией присутствующих (в "Армии из одного").

## Культурные отсылки
- На вечеринке Альберта, упоминаются книги о Гарри Поттере.
- Когда Тони навещает Дженис у неё дома, видео, которое он подбирает - «Лица смерти».
- Кристофер подъезжает к стройке, напевая "If I Were a Carpenter" Тима Хардина, заменяя слово "lady" на "douchebag".
- Медоу вешает плакат N*Sync в своей комнате в доме Сопрано.
- В доме Кристофера и Адрианы, Адриана смотрит «Все любят Рэймонда» по телевизору, когда Кристофер получает кайф от героина. Персонаж Рэя Романо и санитарный бизнес Тони разделяют имя "Барон".
- Пока Ральфи стрижёт ногти на ногах, Дженис читает «Происхождение Сатаны» Элейн Пейджелс.

## Музыка
- Песня, играющая во время финальных титров - одноимённый трек альбома 2000 года «Kid A» группы Radiohead.
- Живая рок-группа, играющая их оригинальную песню "You" в клубе Адрианы - реально существующая группа из Джерси, The Swingin Neckbreakers.[2]